# A Soul for Sale (film 1915)
A Soul for Sale è un film muto del 1915 diretto da Thomas Bentley.

## Trama
Un'artista viene accusata quando suo padre, ubriaco, spara a suo marito, un uomo brutale che la maltrattava.

## Produzione
Il film fu prodotto dalla Transatlantic.

## Distribuzione
Distribuito dalla Transatlantic, il film - un mediometraggio in quattro bobine - uscì nelle sale cinematografiche britanniche nel novembre 1915. Il 14 maggio 1916, l'Universal Film Manufacturing Company lo distribuì anche negli Stati Uniti.